# Dambadeniya
Dambadeniya – miasto w Prowincji Północno-Zachodniej w Sri Lance.  Dembadeniya była stolicą Sri Lanki w XIII wieku.